# 楠瀬耕作
楠瀬 耕作（くすのせ こうさく、1960年〈昭和35年〉1月25日 - ）は、日本の政治家。高知県須崎市長（4期）。

## 来歴
高知県土佐市出身。12歳の時に須崎市に転居。高知中学校・高等学校卒業。1982年（昭和57年）3月、東京経済大学経営学部卒業。同年4月、東プレ株式会社に就職。中学、高校時代は野球部に属し、1977年（昭和52年）第59回全国高校野球選手権大会（夏の甲子園）に右翼手として出場し、ベスト8まで進む。1984年（昭和59年）4月、ハイヤーの会社に転職。1993年（平成5年）11月、同社の代表取締役に就任。1989年（平成元年）に設立された高知県西部情報通信研究会の事務局長に就任し、須崎ケーブルテレビ株式会社（現よさこいケーブルネット株式会社）の設立メンバーとなる
1994年（平成6年）から同社の常務取締役を務め2011年（平成23年）10月、市長選挙出馬のため辞職。2006年（平成18年）11月から2011年（平成23年）9月まで須崎商工会議所副会頭。
2012年（平成24年）1月22日に行われた須崎市長選挙に民主党高知県連・自民党須崎支部の推薦を受けて出馬。元県議会議員の朝比奈利広を破り初当選。2月1日、市長就任。
2016年（平成28年）、無投票で再選。2020年（令和2年）、無投票で3選。2024年（令和6年）、無投票で4選。